# Tryphon laevis
Tryphon laevis là một loài tò vò trong họ Ichneumonidae.